# Archäologie in Westfalen-Lippe
Archäologie in Westfalen-Lippe ist der Titel einer Zeitschrift, die von der LWL-Archäologie und der Altertumskommission für Westfalen herausgegeben wird (ISSN 2191-1207). Sie erscheint einmal jährlich seit 2009 im Verlag Beier & Beran. Sie informiert über Grabungen, Forschungen, Projektarbeiten und Ausstellungen im Bereich Westfalen-Lippe der Abteilung Archäologie des Landschaftsverbands Westfalen-Lippe (LWL).